# اس‌ام یوبی-۹۹
اس‌ام یوبی-۹۹ (به انگلیسی: SM UB-99) یک زیردریایی بود که طول آن ۵۵٫۵۲ متر (۱۸۲٫۲ فوت) بود. این زیردریایی در سال ۱۹۱۸ ساخته شد.